# Street of Women
Pour plus de détails, voir Fiche technique et Distribution.
Street of Women  est un film américain réalisé par Archie Mayo, sortie en 1932.

## Fiche technique
- Titre :  Street of Women
- Réalisateur :  Archie Mayo
- Scénario : Mary C. McCall Jr., Charles Kenyon (en) et Brown Holmes d'après le roman de Polan Banks
- Photographie : Ernest Haller
- Montage : James Gibbon
- Direction artistique : Anton Grot
- Compagnie:  Warner Bros.
- Date de sortie : 
  - États-Unis : 4 juin 1932

## Distribution
- Kay Francis : Natalie 'Nat' Upton
- Roland Young : Linkhorne 'Link' Gibson
- Alan Dinehart : Lawrence 'Larry' Baldwin
- Gloria Stuart : Doris 'Dodo' Baldwin
- Marjorie Gateson : Lois Baldwin
- Allen Vincent : Clarke Upton
- Adrienne Dore : Frances
- Louise Beavers : Mattie
- John Larkin : un serveur